# L-Übungsfahrt

L-Übungsfahrt

L-Übungsfahrt ist eine Möglichkeit für Fahrschüler in Österreich im Rahmen ihrer Führerscheinausbildung für die Klasse B Fahrpraxis außerhalb der Fahrschule zu sammeln. Voraussetzung ist mindestens ein Begleiter, welcher bei den Übungsfahrten neben dem Übenden sitzt, Unfällen vorbeugt, den Übenden nicht in Situationen bringen darf, denen dieser nicht gewachsen ist und darauf achtet, dass der Übende die Verkehrsvorschriften genau beachtet. Die Übungsfahrten sind in §122 des österreichischen Kraftfahrtgesetzes geregelt.

## Bewilligung und Voraussetzungen
Zunächst hat der Führerscheinbewerber eine sogenannte Eingangsphase zu absolvieren. Diese kann gemäß § 6 des Führerscheingesetzes (FSG) frühestens sechs Monate vor Vollendung des 18. Lebensjahres mit der gleichzeitigen Ausbildung in einer Fahrschule beginnen. Vor Erteilung einer Bewilligung für Übungsfahrten sind in einer Fahrschule mindestens sieben Theorie-Unterrichtseinheiten, mindestens sechs Praxiseinheiten sowie eine theoretische Einweisung durch die Fahrschule zu absolvieren, die gemeinsam von Bewerber und Begleiter(n) besucht werden muss. Diesen Nachweis muss der Bewerber bei dem Ansuchen um die Bewilligung zur Durchführung von Übungsfahrten der jeweiligen Behörde erbringen. Nach der Einführungsphase kann bei der Behörde in deren Wirkungsbereich die Fahrschule angesiedelt ist (Sprich: Wohnsitz Niederösterreich aber Fahrschule in Wien, dann Verkehrsamt Wien) um die Bewilligung angesucht werden.

### Bedingungen während der Übungsfahrten
Während der Durchführung der Übungsfahrten muss am Übungsfahrzeug sowohl vorne als auch hinten eine Tafel mit dem Buchstaben „L“ in vollständig sichtbarer, gut lesbarer und unverwischbarer weißer Schrift auf blauem Grund sowie mit dem Text „Übungsfahrt“ angebracht sein (§ 122 Abs. 7 KFG). Für diese Maßnahmen hat die Begleitperson zu sorgen.
Des Weiteren muss dieser sowohl seinen eigenen Führerschein und die Durchführungsbewilligung bei jeder Übungsfahrt mitführen. Der Übende selbst muss einen amtlichen Lichtbildausweis bei sich führen. Alle Dokumente müssen den Organen des öffentlichen Sicherheitsdienstes und der Straßenaufsicht auf Verlangen vorgezeigt werden.
Der Alkoholisierungsgrad des Begleiters darf während der Übungsfahrten nicht mehr als 0,1 ‰ im Blut beziehungsweise nicht mehr als 0,05 mg/l in der Atemluft betragen. Darüber hinaus muss dieser erteilte Auflagen oder Bedingungen einhalten sowie gemäß § 114 Abs. 4 Z 1 bis 5 lit. a folgende Punkte beachten: Er muss sich in einer hierfür geeigneten körperlichen und geistigen Verfassung befinden, er muss darauf achten, dass der Übende die Vorschriften einhält, er darf den Bewerber nicht in Situationen bringen, die ihn überfordern, er hat durch sein Eingreifen – sofern erforderlich – Unfällen vorzubeugen und er muss bei allen Übungsfahrten neben dem Bewerber sitzen.
In der Bewilligung werden sowohl Bewerber namentlich als auch Begleiter (maximal zwei) genannt. Sie ist für höchstens 18 Monate gültig und kann nur einmal pro Antragsteller beantragt bzw. ausgestellt werden. Das Kennzeichen des Fahrzeuges wird nicht angeführt, es können also mit einer Bewilligung auf verschiedenen Fahrzeugen der angestrebten Fahrzeugklasse Übungsfahrten durchgeführt werden. Das Übungsfahrzeug muss mit einem Außenspiegel links und einem Innenspiegel versehen sein.

## Voraussetzungen für Begleiter
- Es können zwei Begleiter genannt werden
- Mindestens sieben Jahre ununterbrochener Besitz einer Lenkberechtigung der Klasse B
- Nachweis einer mindestens dreijährigen Fahrpraxis, die unmittelbar vor der Einbringung des Antrages liegen muss (Glaubhaftmachung mittels Bestätigung von Zeugen oder durch auf den eigenen Namen zugelassene Kraftfahrzeuge der betreffenden Klasse)
- In den unmittelbar vor Einbringung des Antrages liegenden drei Jahren keine Bestrafung wegen eines schweren Verstoßes gegen kraftfahrrechtliche oder straßenpolizeiliche Vorschriften
- Besonderes Nahverhältnis zum Bewerber und entgeltfreies Durchführen der Übungsfahrten (um zu verhindern, dass eine nicht gemeldete gewerbliche Tätigkeit durchgeführt wird).

## Voraussetzungen für das Übungsfahrzeug
- Muss der Klasse B angehören
- Wenn es bei der praktischen Fahrprüfung verwendet werden soll: muss eine Bauartgeschwindigkeit von mindestens 100 km/h aufweisen
- Wenn es bei der praktischen Fahrprüfung verwendet werden soll: eine Türe in der Sitzreihe, in welcher der Fahrprüfer Platz nimmt
- Automatisches Getriebe sowie Fahrzeug ohne mit dem Fuß zu betätigende Kupplung ist zulässig.
- Wird bei der praktischen Fahrprüfung ein Fahrzeug ohne mit dem Fuß zu betätigende Kupplung verwendet, dann wird die Lenkberechtigung auf solche Fahrzeuge eingeschränkt.
- Das früher vorgeschriebene und durch Attest zu belegende Vorhandensein einer Handbremse und einer Zündvorrichtung, die die Begleitperson erreichen kann, ist mittlerweile nicht mehr notwendig. Somit können nun auch Fahrzeuge mit Handbremse auf der Seite der Fahrertüre oder elektrischer Feststellbremse bzw. ohne Zündschlüssel verwendet werden.

## Umfang der Übungsfahrten
Nach Erteilung der Bewilligung sind mit dem Begleiter Übungsfahrten mit einem Umfang von mindestens 1.000 km durchzuführen. Darüber ist ein genormtes Fahrtenprotokoll zu führen. Diese Verpflichtung entfällt, wenn die volle Fahrschulausbildung absolviert wird.

## Beobachtungsfahrt
Nach mindestens 1.000 km Übungsfahrten mit dem Begleiter ist in der Fahrschule eine Beobachtungsfahrt gemeinsam mit dem Begleiter durchzuführen (Dauer: eine Unterrichtseinheit).

## Perfektionsschulung
Vor der Fahrprüfung ist dann die Perfektionsschulung in der Fahrschule durchzuführen, wobei diese vier Fahrlektionen und eine Prüfungsvorbereitung umfasst. Dabei ist eine Lektion bei Dämmerung oder Dunkelheit sowie eine Lektion auf der Autobahn zu absolvieren.

## L-Übungsfahrt in der Schweiz
In der Schweiz ist es ebenfalls möglich außerhalb der Fahrschule mit einer Begleitperson zu fahren. Diese muss mindestens 23 Jahre alt sein und seit drei Jahren im Besitz des Führerscheins sein. Bei Übungsfahrten mit Anhänger-Kombinationen ist für Fahrschüler mit einem gültigen Führerausweis für das Zugfahrzeug keine Begleitperson vorgeschrieben.